# Ліометопум звичайний
Ліометопум звичайний (Liometopum microcephalum) — вид комах з родини Formicidae.

## Морфологічні ознаки
Поліморфні, середніх розмірів (4–7 мм) мурашки. Груди та передня частина голови руді, черевце чорне, вкрите густими сріблястими прилеглими волосками. Зовні дещо схожі на рудих лісовим мурашок, проте відрізняються від них формою грудей та відсутністю трубочки з вінчиком волосків на кінці черевця.

## Поширення
Один з 8 видів голарктичного роду (також 6 викопних видів з еоценових, олігоценових та міоценових відкладів Європи, відомі з Азії та Північної Америки), в Палеарктиці 3 види, в Україні — 1. Реліктовий євро-кавказький лісовий вид, що поширений в Південній та Середній Європі, на півдні Східної Європи, на Кавказі та в Ірані. 
В Україні відомі чотири знахідки в Закарпатті, Самарському лісі (Дніпропетровська область), на о. Козачий на Дніпрі нижче греблі Каховської ГЕС (Херсонська область) та на безіменному острівці в дельті Дунаю (Одеська область). В Україні чисельність дуже низька.

## Особливості біології
Вид з високим рівнем соціальної організації, сім'ї великі, можуть налічувати десятки тисяч робітниць, мають територію, що охороняється, та низку розвинених фуражувальних доріг на ґрунті та деревах. Гнізда будує в дуплах старих листяних дерев (переважно дубів). Одна сім’я зазвичай має основне та декілька додаткових гнізд, пов'язаних обмінними дорогами. Найбільш активні з першої половини квітня, на початку літа активність знижується, що пов'язано з закінченням розвитку личинок в гніздах. Літ крилатих особин — в червні–липні. Живляться медяною росою попелиць та інших сисних комах, різноманітними безхребетними тваринами та їхніми рештками.

## Загрози та охорона
Може повністю зникнути при деградації лісів внаслідок антропогенного пресу та вирубуванні старих дуплястих дерев.
Необхідно зберігати ділянки, де існують поселення цих мурашок, надавити їм природоохоронного статусу. Особливу увагу слід приділити збереженню старих дібров, а також окремих дуплястих дерев.